# 忽哥赤
忽哥赤（？—1271年），元世祖忽必烈的第五子，封云南王。
至元四年八月二十二日（1267年9月12日），封云南王，赐驼纽鋈金银印。至元四年（1267年）九月，置大理等处行六部，以阔阔带、柴桢并为尚书，兼王傅府尉，宁源为侍郎，兼司马。忽哥赤出镇，奉诏抚谕大理、鄯阐、察罕章、示秃哥儿、金齿等处，编户籍，出赋役，置达鲁花赤统治。当时大理等处三十七部宣慰都元帅宝合丁忌哥赤来，至元八年（1271年），宴忽哥赤中毒，晚上去世。宝合丁贿赂王傅阔阔带及阿老瓦丁、亦速失等隐瞒其事。王府文学张立道秘密派人到京师告发，元世祖派断事官博罗欢、吏部尚书别帖木儿到云南审查，宝合丁及阔带等皆伏诛。忽哥赤卒，以元太宗孙禾忽之子南平王秃鲁镇云南。

## 子孙
- 也先帖木儿（云南王）
  - 脱欢不花
  - 脱鲁
  - 孛罗（進封梁王）
    - 把匝剌瓦尔密

## 资料来源
- 《元史·宗室世系表》
- 《新元史》

1. ↑  宋濂.  （中文）. 丁丑，封皇子忽哥赤為雲南王，賜駝鈕金鍍銀印。